# Svenska kyrkan i Rotterdam
Svenska kyrkan i Rotterdam är en av Svenska kyrkans utlandsförsamlingar. 

## Administrativ historik
Församlingen bildades 1909.

## Kyrkoherdar
| Ämbetstid | Namn         | Levnadstid | Övrigt |
| --------- | ------------ | ---------- | ------ |
| 2015–2016 | Per Gyllenör | 1967–      | [ 1 ]  |

### Fotnoter
1. ↑   Matrikel 2016: Svenska kyrkan (69:a utgåvan). Stockholm: Verbum. 2016. sid. 417. ISBN 978-91-5263615-2